# Nasohypofyseaire placode

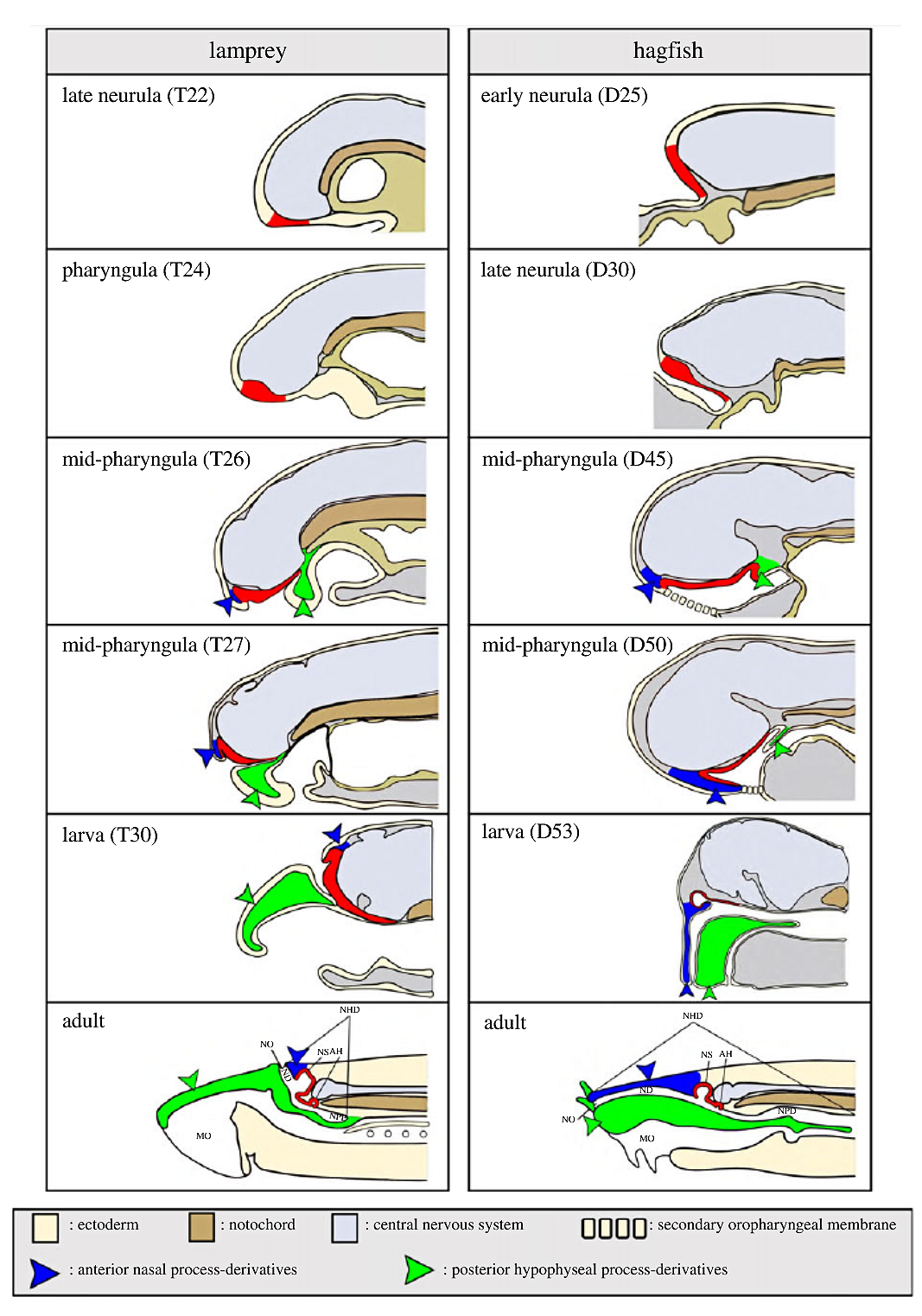
Vergelijkende ontwikkeling van de nasohypofyseaire placode (in rood) bij prikachtigen (lamprey) en slijmprikken (hagfish)

De nasohypofyseaire placode bij prikachtigen en slijmprikken hebben een unieke placode die zich vormt in de voorste-ventrale middenlijn van de kop.
De ontwikkelingstrajecten van prikachtigen- en slijmpriksystemen worden weergegeven in de afbeelding. Vroeg in de ontwikkeling wordt de enkele mediane nasohypofyseaire placode gekenmerkt door homologe moleculaire merkers ten opzichte van die welke worden gezien in de gnathostome neusplacode. Het gehele nasohypofyseaire placode gebied brengen Six3/6A en Soxb1 in de slijmprik en Pax6 in prikachtigen tot expressie, consistent met de expressie van de gnathostome homolgen Pax6, Six3/ 6 en Sox2 /3 in zowel de neus- als adenohypofysaire placoden. In het late neurulastadium van prik- en slijmprikembryo's wordt het voorste deel van de nasohypofyseaire placode het waarschijnlijke neusgebied omdat het FGF8/17/18 tot expressie brengt, de homoloog van FGF8 in gnathostomen. Omgekeerd wordt het achterste deel het adenohypofyseaire gebied omdat het PitxA-expressie vertoont. In het faryngulastadium bij prikachtigen vormt de nasohypofyseaire placode een verdikt gebied van het ventrale oppervlakte ectoderm, anterior aan de mondholte. De morfogenese van dit gebied wordt gecoördineerd met die van twee ectomesenchymale processen (afbeelding). Het voorste deel van de nasohypofyseaire placode, die het toekomstige reukepitheel zal vormen, wordt gekenmerkt door de expressie van reukontwikkelingsgenmerkers zoals OtxA, CoeA, CoeB, EmxA en EmxB. Als prikachtige-embryo's het larvale stadium naderen, differentieert het voorste deel van de nasohypofyseaire placode in de neuszak, samengesteld uit een dik cilindrisch epitheel en het rostrale deel van de grote hersenen bedekkend, terwijl het achterste deel (als de toekomstige adenohypofyse en bestaande uit een epitheel van een paar cellagen) zich caudaal uitstrekt tot het niveau van het chiasma opticum. In late slijmprik-embryo's groeien de nasohypofyseaire gang en de mondholte posterior ten opzichte van de positie van de adenohypofyse. De vermoedelijke nasohypofyseaire gang is naar binnen gekanteld in een schuine positie, in tegenstelling tot die van de prikachtigen, die verticaler is gelegen. Bovendien scheurt het achterste uiteinde van de nasohypofyseaire gang bij slijmprikken in de farynx (afbeelding). Zo opent de nasohypofyseaire gang bij slijmprikken secundair in de farynx.